# 23 août 1997
Le 23 août 1997 est le 235e jour de l'année 1997 du calendrier grégorien. Il s'agit d'un samedi. 

## Météorologie
- La température moyenne est de 20 degrés Celsius à New York, aux États-Unis[1].

## Musique
- L'album Alive at the F*cker Club, du groupe américain des Melvins, est enregistré[2].

## Sport
- Le boxeur dominicain Julio Cesar Green devient champion du monde des poids moyens WBA en battant aux points l'américain William Joppy[3].
- Le club espagnol de football du Real Madrid remporte la Supercoupe d'Espagne de football contre le FC Barcelone après avoir remporté les deux matchs[4].
- L'équipe d'Afrique du Sud de rugby à XV bat l'équipe d'Australie sur un score de 61 à 22 lors du Tri-nations 1997, remporté par l'équipe de Nouvelle-Zélande[5].

## Télévision
- Sortie du téléfilm Les Chemins du cœur aux États-Unis[6]

## Décès
- John Kendrew, biochimiste britannique[7]
- Jean Poperen, homme politique français[8]